# Aragua (municipalité)
Pour les articles homonymes, voir Aragua.
Aragua est l'une des vingt-et-une municipalités de l'État d'Anzoátegui au Venezuela. Son chef-lieu est Aragua de Barcelona. En 2011, la population s'élève à 29 168 habitants.

## Géographie

### Subdivisions
La municipalité possède une seule paroisse civile et une parroquia capital, traduite ici par « capitale » (en italiques et suivie d'une astérisque) avec, chacune à sa tête, une capitale (entre parenthèses) :
- Cachipo (Cachipo) ;
- Capitale Aragua * (Aragua de Barcelona).